# Heinrich Rückert
Heinrich Rückert, född 14 februari 1823 i Coburg, död 11 september 1875 i Breslau, var en tysk historiker och germanist; son till Friedrich Rückert.
Rückert studerade i Erlangen, Bonn och Berlin, blev docent vid universitetet i Jena 1845 och professor i tysk fornkunskap vid universitetet i Breslau 1852.